# 고블린

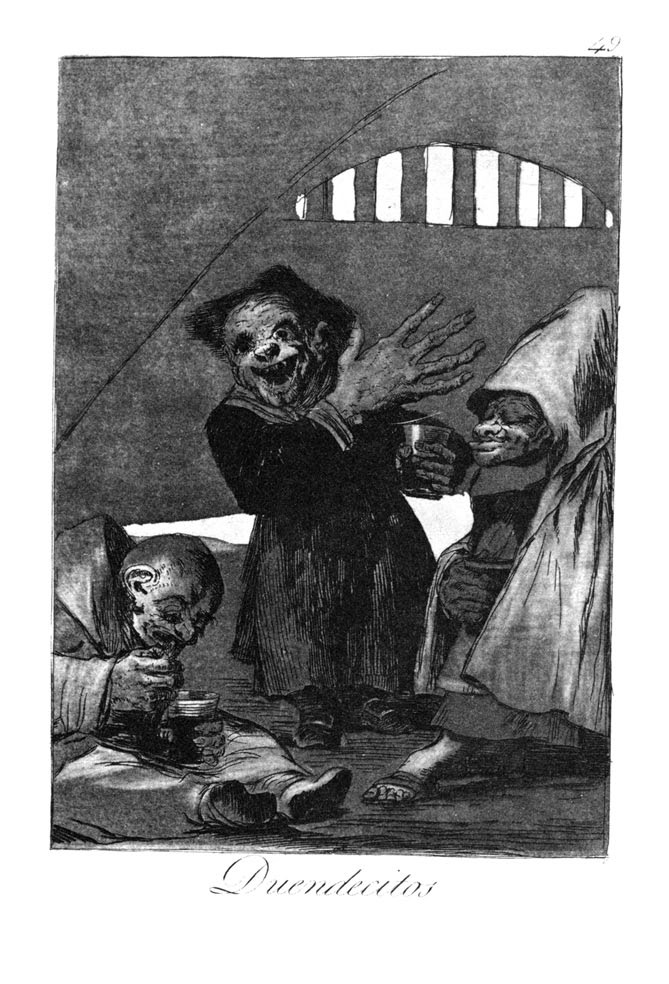
프란시스코 고야의 그림에 묘사된 고블린(1799년).

고블린(goblin)은 유럽의 민간 전승과 그 흐름을 잇는 소설 (주로 판타지)에 등장하는 전설의 생물이다. 주로 탐욕이 많고 비열하며, 귀가 긴 모습으로 나온다.

## 같이 보기
- 그렘린
- 엘프
- 악령